# Azimutale projectie
Een azimutale projectie is een kaartprojectie. Als uitgangspunt wordt hieronder een bol genomen. Dit kan bijvoorbeeld een eenvoudig model van de Aarde zijn, of een rekenbol als tussenstap in een meer geavanceerde projectie.
Een azimutale projectie is dan een afbeelding van een boloppervlak of een deel daarvan, op een plat vlak. Er is daarbij een centraal punt (op het boloppervlak en op de kaart) met de bijzondere eigenschap dat de afbeelding dezelfde eigenschappen heeft in alle richtingen vanuit dit punt. Meer formeel: als de bol gedraaid wordt om een as door dit punt, de afbeelding toegepast wordt en het resultaat over dezelfde hoek teruggedraaid wordt, is het resultaat hetzelfde als wanneer de afbeelding rechtstreeks wordt toegepast.
Grootcirkels door het centrum vormen rechten met getrouwe weergave van de onderlinge hoeken. Gelijke afstanden van het centrum op de kaart corresponderen met gelijke afstanden op de bol. Een cirkel op de kaart met het centrum als middelpunt is een kleine cirkel of grootcirkel op de bol met als middelpunt een punt in de bol recht onder het centrum.
Met:
- {\displaystyle r} de afstand op de kaart tot het centrum
- {\displaystyle R} de straal van de bol
- {\displaystyle \alpha } de middelpuntshoek in radialen die staat op de boog van een punt op de bol naar het centrum, dus de afstand over het boloppervlak, gedeeld door {\displaystyle R}
- {\displaystyle s} de schaal[1] in het centrum

wordt de projectie bij een gegeven centrum gegeven door {\displaystyle r(\alpha )} als strikt stijgende functie van {\displaystyle \alpha } met {\displaystyle r(0)=0}.
Belangrijke voorbeelden:
- Gnomonische projectie (alle grootcirkels zijn rechte lijnen), {\displaystyle r(\alpha )\,=Rs\tan \alpha }      {\displaystyle (\alpha <{\frac {\pi }{2}})}
- Stereografische azimutale projectie (hoekgetrouw), {\displaystyle r(\alpha )\,=2Rs\tan {\frac {\alpha }{2}}}      {\displaystyle (\alpha <\pi )}
- Orthografische azimutale projectie (zoals de bol er van een grote afstand uitziet), {\displaystyle r(\alpha )\,=Rs\sin \alpha }      {\displaystyle (\alpha \leq {\frac {\pi }{2}})}
- Perspectiefprojectie - meetkundige projectie op een plat vlak (loodrecht op de lijn naar het centrum) vanuit een hoogte h boven het aardoppervlak, {\displaystyle r(\alpha )\,={\frac {hRs\sin \alpha }{R+h-R\cos \alpha }}}      {\displaystyle (\alpha \leq \arccos {\frac {R}{R+h}})}; met {\displaystyle h=-R}, {\displaystyle -2R} (de projectie is vanaf de onderkant, maar de kaart wordt beschouwd vanaf de bovenkant) en oneindig geeft dit (behoudens deels de begrenzing van {\displaystyle \alpha }) de drie bovenstaande gevallen.
- Equidistante azimutale projectie (afstandsgetrouw voor afstanden tot het centrum), {\displaystyle r(\alpha )=Rs\alpha }
- Azimutale projectie van Lambert (oppervlaktegetrouw), {\displaystyle r(\alpha )=2Rs\sin {\frac {\alpha }{2}}}

Als de keuze van uniforme schaling wordt gezien als iets dat los staat van de kaartprojectie, kunnen bij de beschouwing van azimutale kaartprojecties de formules vereenvoudigd worden door {\displaystyle s=1} of {\displaystyle s=1/R} te kiezen. Voor de onderlinge vergelijking is het wel nuttig de factor 2 die in de formules voor de functie {\displaystyle r(\alpha )} bij twee van de projecties voorop staat, te laten staan. Zo is de schaal in het centrum voor alle projecties gelijk.
Als de noordpool als centrum wordt genomen wordt gesproken van een normale of polaire azimutale projectie. Bij een geografische breedte β in radialen is {\displaystyle \alpha ={\frac {\pi }{2}}-\beta }.
Met het centrum op de evenaar is sprake van een transversale of equatoriale azimutale projectie. Andere raakpunten geven scheve azimutale projecties.
De afstandsgetrouwe en oppervlaktegetrouwe projecties zijn geen 'echte' (meetkundige) projecties, de overige wel.
De radiale schaal is {\displaystyle {\frac {1}{R}}{\frac {dr}{d\alpha }}} en de transversale schaal {\displaystyle {\frac {r}{R\sin \alpha }}}. Bij de stereografische azimutale projectie zijn beide overal aan elkaar gelijk, namelijk:
{\displaystyle {\frac {s}{\cos ^{2}{\frac {\alpha }{2}}}}}
In de buurt van het midden ({\displaystyle \alpha =0}) is er tussen de betreffende resultaten grote overeenkomst, er geldt bij benadering steeds {\displaystyle r=Rs\alpha }.